# Anthophorini
Anthophorini — велика триба з підродини Apinae родини Apidae. Види цеї триби часто називають бджолами-копачами, хоча таку назву можна застосувати й до представників Centridini. Anthophorini містить понад 750 видів по всьому світу; переважна більшість видів у трибі Anthophorini належить до родів Amegilla та Anthophora.

## Опис
Усі види Anthophorini солітарні, хоча багато гніздяться у великих скупченнях. Майже всі види будують гнізда в ґрунті, або в берегах, або на рівній землі; личинки розвиваються в комірках з водонепроникною підкладкою і не прядуть коконів.
Це, як правило, великі (до 3 см), дуже міцні, волохаті бджоли, з помітно виступаючими обличчями, а верхівкова частина крил усіяна мікроскопічними сосочками. Черевце часто смугасте, і у багатьох видів Amegilla Старого Світу ці смуги металево-блакитні. Крила часто здаються непропорційно короткими порівняно з іншими бджолами. Їхнє «гудіння» часто здається пронизливим квилінням, коли вони ширяють і харчуються квітами. Самці зазвичай мають блідо-білі або жовті плями на обличчі та/або своєрідно видозмінену арматуру ніг і волосся.